# Буміпутра
Буміпутра — найменування етнічної групи малайців, а також корінного населення Малайзії.
У буквальному перекладі з малайська означає «діти землі» (від санскритських слів бхумі - земля, путра - син).
Термін використовується у політичному контексті, зокрема у зв'язку із законами, що захищають особливі привілеї буміпутра, відмінні від можливостей громадян Малайзії, що належать до інших етнічних груп країни.
Положення буміпутра закріплено у ст. 153 Конституції Малайзії, в якій Янг ді-Пертуан Агонг, який обирається на п'ятирічний термін монарх Малайзії, наділяється повноваженнями щодо захисту особливого статусу корінного населення Малайзії — малайців та корінних мешканців штатів Сабах і Саравак дотримання законних інтересів інших етнічних угруповань Малайзії.
В рамках захисту особливого статусу буміпутра в Малайзії було запроваджено такі механізми:
- Квоти посад у федеральній державній службі;
- Державні стипендії;
- Пільговий доступ до освіти та навчання, на виставки;
- Спрощену видачу дозволів чи ліцензії на будь-яку торгівлю чи бізнес, які регулюються федеральними законами.

Щодо дотримання законних інтересів інших етнічних спільнот статтею 153:
- зобов'язується однакове ставлення до всіх держслужбовців, незалежно від їхньої етнічної приналежності;
- Парламенту забороняється обмежувати будь-яку діяльність чи торгівлю виключно на користь буміпутр;
- Дії захисту особливого статусу буміпутра не можуть позбавляти будь-яких стипендіальних, виставкових чи інших освітніх чи навчальних прав та привілеїв або спеціальних можливостей, якими він уже користується — як і не можуть бути перешкодою для отримання таких прав та привілеїв.